# France au Concours Eurovision de la chanson 1992
La France a participé au Concours Eurovision de la chanson 1992 à Malmö, en Suède. C'est la 35e participation de la France au Concours Eurovision de la chanson.
Le pays est représenté par Kali et la chanson Monté la riviè, sélectionnés en interne par Antenne 2. 

## Sélection interne
Antenne 2 choisit l'artiste et la chanson en interne pour représenter la France au Concours Eurovision de la chanson 1992.
Lors de cette sélection, l'auteur-compositeur-interprète Kali, originaire de l'île de la Martinique est choisi avec le titre Monté la riviè, une chanson en créole martiniquais, langue régionale française qui est un créole à base lexicale française avec une partie en français. C'est la première fois qu'une chanson représentant la France à l'Eurovision n'est pas majoritairement interprétée en français.

## À l'Eurovision

### Points attribués par la France
| 12 points | Italie      |
| 10 points | Royaume-Uni |
| 8 points  | Israël      |
| 7 points  | Grèce       |
| 6 points  | Espagne     |
| 5 points  | Yougoslavie |
| 4 points  | Pays-Bas    |
| 3 points  | Belgique    |
| 2 points  | Chypre      |
| 1 point   | Suède       |

### Points attribués à la France
| 12 points         | 10 points | 8 points                       | 7 points   | 6 points                      |
| ----------------- | --------- | ------------------------------ | ---------- | ----------------------------- |
| - Israël - Suisse | - Norvège |                                | - Finlande | - Espagne - Italie - Pays-Bas |
| 5 points          | 4 points  | 3 points                       | 2 points   | 1 point                       |
| - Irlande         |           | - Allemagne - Chypre - Turquie |            |                               |

Kali interprète Monté la riviè en 6e position lors du concours suivant la Grèce et précédant la Suède. Au terme du vote final, la France termine 8e sur 23 pays avec 73 points,.